# روندونوبوليس
روندونوبوليس هي بلدية في البرازيل، تتبع ماتو غروسو، بلغ عدد سكانها 218٬899  نسمة، في 2016، تبلغ مساحتها 4٬165٫232 كيلومتر مربع، رمزها البريدي هو 78740-100.

## الموقع
تشترك في الحدود مع:
- Juscimeira [الإنجليزية]‏.

## أعلام
- تياغو برادو